# Piotr Dumała
Piotr Dumała (ur. 9 lipca 1956 w Warszawie) – polski reżyser, scenarzysta, pisarz, rysownik, grafik, prozaik i autor oprawy plastycznej filmów animowanych. Profesor sztuki filmowej, wykładowca na Wydziale Operatorskim i Realizacji Telewizyjnej Państwowej Wyższej Szkoły Filmowej, Telewizyjnej i Teatralnej im. Leona Schillera w Łodzi, Wydziale Animacji University College of Arts Crafts and Design Konstfack w Sztokholmie w Szwecji i Uniwersytecie Harvarda w USA.

## Wykształcenie
Ukończył w roku 1982 warszawską Akademię Sztuk Pięknych, specjalność konserwacji rzeźby kamiennej na Wydziale Konserwacji Dzieł Sztuki u prof. Adama Romana. Przez dwa lata studiował w Pracowni Filmu Animowanego na Wydziale Grafiki ASP w Warszawie u prof. Daniela Szczechury.

## Charakterystyka dorobku
Przez wiele lat związany ze Studiem Filmowym Se-ma-for w Łodzi i Studiem Miniatur Filmowych w Warszawie.
Jest jednym z najbardziej znanych i cenionych na świecie polskich twórców filmu animowanego. Debiutował w Se-ma-forze filmem Lykantropia (1981). Następne filmy ukazały wspaniałe efekty zastosowanych przez niego technik animacyjnych. Najbardziej oryginalna z nich polegała na ryciu i zamalowywaniu rysunków wykonywanych na gipsowych płytach. Każdy jego kolejny film w Se-ma-forze był wydarzeniem: Czarny Kapturek (1983), Latające włosy (1984), Nerwowe życie kosmosu (1986), Wolność nogi (1988), Seria absurdów (1993). Pomysły filmów Dumały krążyły wokół sennych marzeń i wizji. Jego szczytowym osiągnięciem w Se-ma-forze był film Ściany (1987), zaliczany obok Tanga Rybczyńskiego i Fotela Daniela Szczechury do najważniejszych filmów tego studia.
W Studio Miniatur Filmowych zrealizował Łagodną (1985) i Franza Kafkę (1991). W roku 2000 zakończył kilkuletnie prace przy Zbrodni i karze (produkcja Bow & Axe Entertainment Ltd). Jest także realizatorem czołówki animowanego cyklu filmowego Czternaście bajek z Królestwa Lailonii Leszka Kołakowskiego, zrealizowanego przez Telewizyjne Studio Filmów Animowanych w Poznaniu, będącego ekranizacją 13 bajek z królestwa Lailonii dla dużych i małych Leszka Kołakowskiego. W roku 2009 zrealizował Las – czarno-biały film eksperymentalny (aktorski z elementami animacji), o długości 75 minut.
Autor zbioru opowiadań "Gra w żyletki" (2000), drukowanych wcześniej na łamach miesięcznika "Kino", komiksu "Zbrodnia i kara" (2006) na podstawie powieści Fiodora Dostojewskiego, oraz książki-autoportretu "Dumała" (2012). Twórca rysunków, okładek książek, plakatów i ilustracji do czasopism, plakatów oraz scenografii do filmów "Przygody wesołego diabła" i "Bliskie spotkania z wesołym diabłem" w reżyserii Jerzego Łukaszewicza.
W swojej artystycznej biografii ma również dwa epizody aktorskie. W etiudzie szkolnej Iwony Siekierzyńskiej "Pańcia" zagrał księdza, a w ostatnim filmie Jana Lenicy "Wyspa RO" postać tajemniczego Ro. Jest również autorem teledysku zespołu Maanam do piosenki "Wieje piaskiem od strony wojny" (1995).
Jest bohaterem filmu dokumentalnego Jolanty Dylewskiej "Świat według Piotra D." (2001).
Jest jednym z bohaterów książki Jerzego Armaty Anima. Mistrzowie polskiej animacji (wyd. EGoFILM, Warszawa 2025).

## Odznaczenia
- Srebrny Medal „Zasłużony Kulturze Gloria Artis” (2005)[6]

## Filmografia (film fabularny)

### Filmy
- 2009 – LAS Reżyseria, Scenariusz, Scenografia, Animacja,
- 1993 – GOSPEL ACCORDING TO HARRY Efekty specjalne,
- 1988 – BLISKIE SPOTKANIA Z WESOŁYM DIABŁEM Scenografia,
- 1986 – PRZYJACIEL WESOŁEGO DIABŁA Scenografia,

### Seriale
- 1988 – PRZYJACIELE WESOŁEGO DIABŁA Scenografia,

## Filmografia (Krótki metraż, dokument, animacja)

### Film animowany
- 2014 - HIPOPOTAMY Malowanie, Scenariusz, Dekoracje, Reżyseria, Animacja, Opracowanie plastyczne
- 2012 - DR CHARAKTER PRZEDSTAWIA II Reżyseria, scenariusz
- 2012 - KOŁYSANKA Reżyseria, scenariusz, opracowanie plastyczne, animacja
- 2010 - DR CHARAKTER PRZEDSTAWIA Reżyseria, scenariusz, opracowanie plastyczne, animacja
- 2009 – WALKA, MIŁOŚĆ I PRACA Reżyseria, Opracowanie plastyczne, Animacja,
- 2009 – MIASTO PŁYNIE Opieka artystyczna,
- 2008 – WUJEK Opieka artystyczna,
- 2008 – GRZYBY BURZY Opieka artystyczna,
- 2007 – OBUDŹ SIĘ! Opieka artystyczna,
- 2007 – DOKUMANIMO Opieka artystyczna,
- 2006 – CARACAS Opieka artystyczna,
- 2005 – LEN Opieka artystyczna,
- 2001 – WYSPA R.O. Obsada aktorska (pilot),
- 2000 – ZBRODNIA I KARA Reżyseria, Scenariusz, Scenografia, Opracowanie plastyczne, Animacja, Opracowanie graficzne (napisy czołowe),
- 1991 – FRANZ KAFKA Reżyseria, Scenariusz, Scenografia, Animacja,
- 1988 – WOLNOŚĆ NOGI Reżyseria, Scenariusz, Scenografia, Animacja,
- 1988 – GRA (Wojtkowski W.) Opieka artystyczna,
- 1987 – ŚCIANY Reżyseria, Scenariusz, Animacja, Rysunki,
- 1986 – NERWOWE ŻYCIE KOSMOSU Reżyseria, Scenariusz, Projekty plastyczne, Animacja,
- 1985 – ŁAGODNA Reżyseria, Scenariusz, Opracowanie plastyczne, Animacja,
- 1984 – LATAJĄCE WŁOSY Reżyseria, Scenariusz, Projekty plastyczne, Animacja,
- 1983 – CZARNY KAPTUREK Reżyseria, Scenariusz, Projekty plastyczne, Animacja,
- 1981 – LYKANTROPIA Realizacja,

### Serial animowany
- 1993 – NERWOWE ŻYCIE Reżyseria, Scenariusz,
- 1991 – LITERA I w ABC... ITD Scenografia,

### Film dokumentalny
- 2001 – ŚWIAT WEDŁUG PIOTRA D. Bohater filmu,

### Cykl filmowy animowany
- 1997-2000 – 14 BAJEK Z KRÓLESTWA LAILONII LESZKA KOŁAKOWSKIEGO Realizacja czołówki,

## Nagrody filmowe
- 2021 - Smok Smoków - Krakowski Festiwal Filmowy 2021[7]
- 2014 – HIPOPOTAMY – Ottawa (Międzynarodowy Festiwal Filmów Animowanych(inne języki)) Grand Prize za niezależny krótkometrażowy film animowany[8]
- 2011 – LAS – "Złote Taśmy" dla najlepszych filmów wyświetlanych w Polsce w 2010 r.[9]
- 2009 – LAS Gdynia (do 1986 Gdańsk) (Festiwal Polskich Filmów Fabularnych) Nagroda Specjalna Jury za "szczególne wartości artystyczne"
- 2001 – ZBRODNIA I KARA Kazimierz Dolny (Lato Filmowe) Korona Króla Kazimierza czyli nagroda publiczności w kat. filmu animowanego
- 2000 – ZBRODNIA I KARA Kraków (Ogólnopolski Festiwal Autorskich Filmów Animowanych) Złota Kreska
- 1992 – FRANZ KAFKA Kraków (Krakowski FF – Konkurs Międzynarodowy; do roku 2000 Międzynarodowy FFK) "Don Kichot", Nagroda Międzynarodowej Federacji Klubów Filmowych FICC
- 1992 – FRANZ KAFKA Kraków (Krakowski FF – Konkurs Międzynarodowy; do roku 2000 Międzynarodowy FFK) "Brązowy Smok"
- 1990 – WOLNOŚĆ NOGI Zagrzeb (MFFA) Nagroda w kategorii filmów 5-12 min.
- 1989 – WOLNOŚĆ NOGI Kraków (Krakowski FF – Konkurs Krajowy; do roku 2000 Ogólnopolski FFK) "Brązowy Lajkonik"
- 1989 – ŚCIANY Bielsko-Biała (Biennale FA "Fazy") Nagroda Główna
- 1989 – WOLNOŚĆ NOGI Bielsko-Biała (Biennale FA "Fazy") Grand Prix
- 1988 – ŚCIANY Zamość (Festiwal Filmów Animowanych "Animafilm") Grand Prix
- 1988 – ŚCIANY Ottawa (Międzynarodowy Festiwal Filmów Animowanych) II Nagroda
- 1988 – ŚCIANY Oberhausen (MFFK) Wyróżnienie Jury
- 1988 – ŚCIANY Kraków (Krakowski FF – Konkurs Międzynarodowy; do roku 2000 Międzynarodowy FFK) Grand Prix "Złoty Smok"
- 1988 – ŚCIANY Huesca (MFFK) Nagroda Hiszpańskiej Federacji DKF
- 1988 – ŚCIANY Huesca (MFFK) Nagroda "Srebrny Tancerz" za Najlepszy Film Animowany
- 1988 – ŚCIANY Espinho (MFFA) Nagroda w Kategorii Filmów od 5 do 10 min.
- 1987 – ŁAGODNA Zamość (Festiwal Filmów Animowanych "Animafilm") Nagroda
- 1987 – ŁAGODNA Mannheim (MFF) "Dukat Filmowy"
- 1987 – NERWOWE ŻYCIE KOSMOSU Kraków (Krakowski FF – Konkurs Międzynarodowy; do roku 2000 Międzynarodowy FFK) Dyplom Uznania
- 1986 – LYKANTROPIA Łagów (Lubuskie Lato Filmowe) Nagroda Artystyczna Młodych im. Stanisława Wyspiańskiego I stopnia
- 1986 – LATAJĄCE WŁOSY Łagów (Lubuskie Lato Filmowe) Nagroda im. Stanisława Wyspiańskiego I stopnia
- 1986 – ŁAGODNA Łagów (Lubuskie Lato Filmowe) Nagroda im. Stanisława Wyspiańskiego I stopnia
- 1986 – ŁAGODNA Kraków (Ogólnopolski Konkurs Autorskiego Filmu Animowanego) I Nagroda
- 1985 – ŁAGODNA Nagroda Szefa Kinematografii w dziedzinie filmu animowanego za zdjęcia
- 1985 – ŁAGODNA Kraków (Krakowski FF – Konkurs Międzynarodowy; do roku 2000 Międzynarodowy FFK) Nagroda Specjalna "Złoty Smok"
- 1985 – ŁAGODNA Kraków (Krakowski FF – Konkurs Krajowy; do roku 2000 Ogólnopolski FFK) "Brązowy Lajkonik" w kategorii filmu animowanego
- 1984 – LATAJĄCE WŁOSY Kraków (Krakowski FF – Konkurs Krajowy; do roku 2000 Ogólnopolski FFK) Nagroda za oprawę plastyczną
- 1984 – CZARNY KAPTUREK Huesca (MFFK) Wyróżnienie Honorowe
- 1983 – CZARNY KAPTUREK Warna (MFFA) II Nagroda